# کالب والتون وست
کالب والتون وست (۲۵ مه ۱۸۴۴ – ۲۵ ژانویه ۱۹۰۹) سیاستمدار آمریکایی و فرماندار قلمرو یوتا بود. او دو بار به سمت فرمانداری قلمرو یوتا منصوب شد؛ یک بار از سال ۱۸۸۶ تا ۱۸۸۸ میلادی، و بار دیگر از سال ۱۸۹۳ تا ۱۸۹۶ میلادی.
او در شهرستان هریسون در ایالت کنتاکی به دنیا آمد. وست کهنه‌سرباز ایالات مؤتلفه آمریکا و یک قاضی در ایالت کنتاکی بود. او آخرین فرماندار قلمرو یوتا پیش از تبدیل شدن این قلمرو به ایالت بود.